# 森本晃司 (政治家)
森本 晃司（もりもと こうじ、1942年2月24日 - 2015年12月17日）は、日本の政治家。元衆議院議員（4期）。元参議院議員（1期）。
奈良県大和高田市出身。関西大学法学部卒業。建設大臣（第60代）、公明党国会対策委員長、関西方面議長、新進党国会対策委員長代理、行政監視委員長等歴任。

## 来歴・人物
1942年2月24日、奈良県大和高田市に生まれる。
1964年、関西大学経済学部を卒業する。1968年、関西大学法学部を卒業する。関西生産性本部に勤める。
1983年12月18日、第37回衆議院議員総選挙に、奈良県全県区から公明党公認で立候補し、トップで初当選する（以降、衆議院議員4回、参議院議員1回）。
1993年4月、衆議院議院運営委員会理事に就任する。
1993年8月、細川内閣が発足し、神崎武法が郵政大臣に就任することにともない、後任の公明党国会対策委員長に就任する。自民党国会対策委員長の小里貞利とのパイプを持った。衆議院予算委員会では、自民党の野中広務、亀井静香による公明党と創価学会は政教一体ではないかとの質疑に対して、抗議する（森本は1994年6月17日の参議院予算委員会で創価学会員であることを認めている）。
1994年4月28日、首相の細川護煕の辞任により羽田内閣が発足し、建設大臣に就任する。
1994年12月、所属する公明党が新進党に合流。新進党結党大会では議長を務めた。
1995年12月、新進党党首に小沢一郎が就任し、新進党国会対策委員長代理に就任する（国会対策委員長は西岡武夫）。1996年1月、橋本内閣の発足により、自民党と新進党が対立。
1996年3月、国会（住専国会）は、住専処理法案を巡り紛糾し、参議院議員や所属議員秘書を動員したピケ戦術において、衆議院副議長の自民党の鯨岡兵輔と押し問答になる。また、この国会の最中に、自民党幹事長の加藤紘一に対する裏金疑惑を追及すると、自民党から創価学会名誉会長の池田大作を証人喚問せよと応酬され、自民党の伊吹文明、小里貞利らに詰め寄り抗議した。最終的に、加藤と創価学会会長の秋谷栄之助の参考人招致となった。
1996年10月20日、第41回衆議院議員総選挙に、奈良3区から新進党公認で立候補し落選する（新進党は重複立候補を認めておらず、若手議員中心に落選者が多く出た）。
1998年7月12日、第18回参議院議員通常選挙に、比例区から公明公認で立候補し、当選する。
1998年11月7日、新進党の解散により、公明党の再結成に参加し公明党機関紙局長に就任する。
2001年9月、中国吉林省の長春市で開催された国際学術シンポジウムに出席。のちに東北師範大学から名誉教授への推薦を受けるが固辞。
2002年9月、参議院議員副会長に就任（同時に白浜一良も参議院議員副会長に就任）する。
2004年6月、参議院議員の任期満了と同時に、政界を引退する。
政界引退後は、奈良県明日香村の飛鳥京観光協会で観光ボランティアガイドを務めた。明日香村応援大使。奈良県立大学では客員教授を務め、観光学を教えていた。
2015年12月17日、急性虚血性心不全により死去。

## 役職歴
- 建設大臣
- 衆議院議院運営委員会理事
- 参議院行政監視委員長
- 参議院議員副会長
- 公明党院内総務
- 公明党国会対策委員長
- 公明党機関紙局長
- 公明党関西方面議長
- 新進党国会対策委員長代理